# Beaufortia decussata
Beaufortia decussata är en myrtenväxtart som beskrevs av Robert Brown. Beaufortia decussata ingår i släktet Beaufortia och familjen myrtenväxter. Inga underarter finns listade i Catalogue of Life.